# Neoserica madurana
Neoserica madurana är en skalbaggsart som beskrevs av Moser 1915. Neoserica madurana ingår i släktet Neoserica och familjen Melolonthidae. Inga underarter finns listade i Catalogue of Life.